# Tívoli del Eliseo

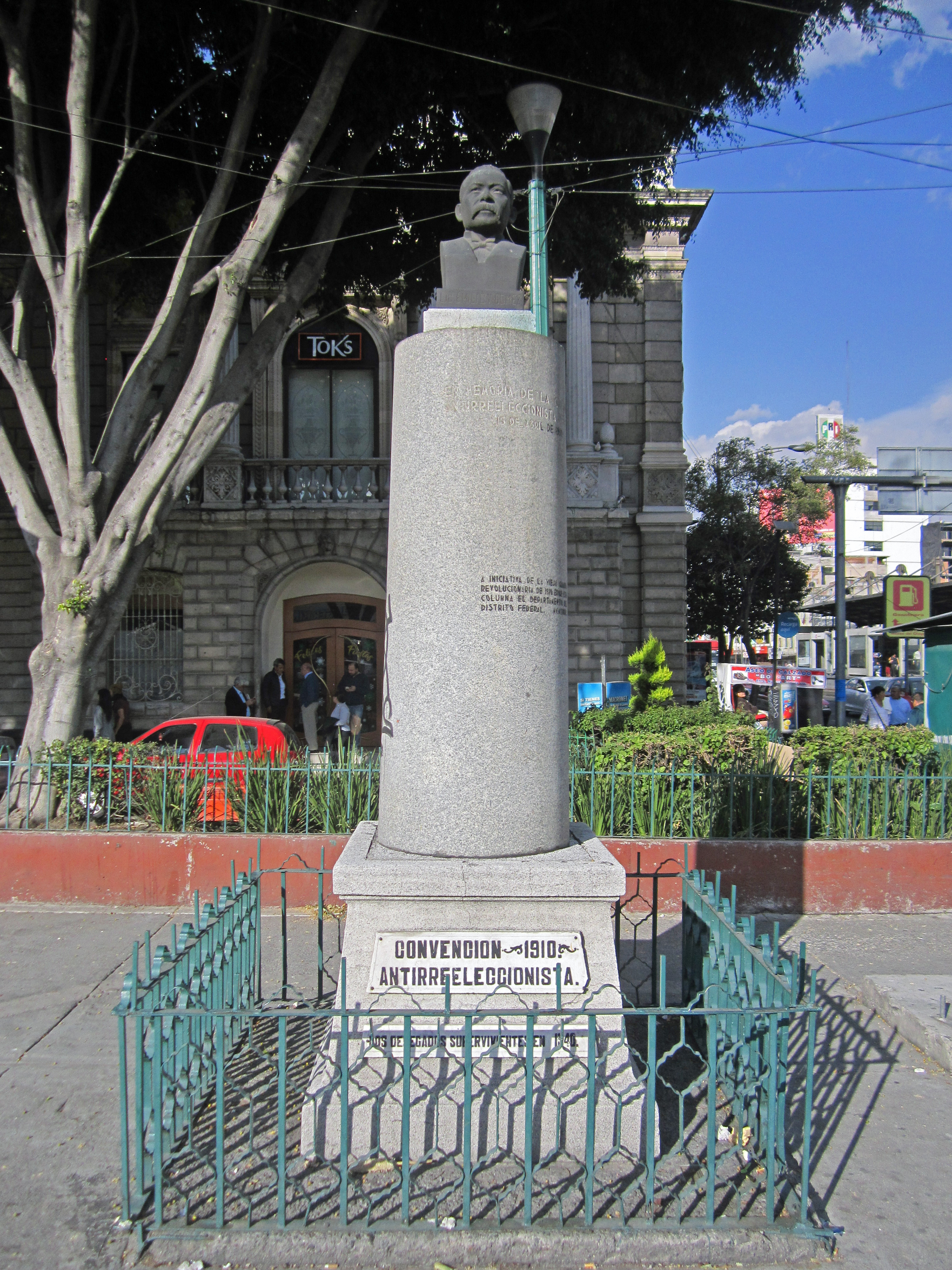
Monumento a Emilio Vázquez Gómez conmemorando la Convención Antirreeleccionista de 1910 celebrada en el Tívoli del Eliseo. Cruce de Avenida de los Insurgentes y Ribera de San Cosme.

El Tívoli del Eliseo fue un espacio recreativo de la Ciudad de México. Afamado en la época del gobierno de Porfirio Díaz, ubicado al poniente de la actual colonia Tabacalera, entre las calles Puente de Alvarado y las actuales vías de Insurgentes Norte y Eje 1 Norte, cerca de los años 30 desapareció para dar paso a nuevos fraccionamientos. Tuvo una extensión de aproximadamente 6,000 metros cuadrados.
En la época era común la denominación de tívoli a diferentes espacios de recreación. Según diferentes descripciones, el Tívoli contaba con amplios jardines en donde la gente hacía días de campo, salones para banquetes, teatro y un restaurante, en donde se presentaban diversos grupos musicales como el de José Rocabruna. También contó con una afamada pista de patinaje (nombrada en la época como skating ring). Fue sitio de encuentro común entre la gente adinerada de finales del siglo XIX y principios del XX.
Entre el 15 y el 17 de abril de 1910 fue sede de una gran convención del Partido Nacional Antirreeleccionista, y en ella se decidió que Francisco I. Madero contendiera ante Porfirio Díaz por la presidencia en las elecciones de 1910.
En 1924 su arena de box fue inaugurada con la pelea entre dos boxeadores estadounidenses Wild Cat Ewing contra Kid Rich, el Ciclón de Oklahoma. Al igual que los circos Atayde u Orrín, y los teatros Principal, Colón y Arbeu, el Tívoli fue uno de los primeros escenarios para la lucha libre mexicana.